# Erik "Krassi" Persson
Erik Valdemar "Krassi" Persson, född 29 september 1903 i Raus församling, död 21 februari 1972 i Helsingborg, var en svensk fotbollsspelare.
Persson spelade i många år i Helsingborgs IF, och spelade sammanlagt 206 allsvenska matcher (7 mål) för klubben åren 1924/1925–1934/1935.
Åren 1926–1933 spelade Persson tre A-landskamper (inga mål) för Sverige.